# Демінг (Вашингтон)
Демінг (англ. Deming) — переписна місцевість (CDP) в США, в окрузі Вотком штату Вашингтон. Населення — 339 осіб (2020).

## Географія
Демінг розташований за координатами 48°50′39″ пн. ш. 122°13′32″ зх. д. / 48.84417° пн. ш. 122.22556° зх. д. (48.844040, -122.225680).  За даними Бюро перепису населення США в 2010 році переписна місцевість мала площу 13,79 км², з яких 13,48 км² — суходіл та 0,31 км² — водойми.

## Демографія
Згідно з переписом 2010 року, у переписній місцевості мешкали 353 особи в 143 домогосподарствах у складі 97 родин. Густота населення становила 26 осіб/км².  Було 162 помешкання (12/км²).
Расовий склад населення:
| - 93,2 % — білих - 2,0 % — корінних американців - 0,8 % — чорних або афроамериканців - 0,8 % — азіатів - 1,1 % — осіб інших рас |

До двох чи більше рас належало 2,0 %. Частка іспаномовних становила 3,4 % від усіх жителів.
За віковим діапазоном населення розподілялося таким чином: 26,9 % — особи молодші 18 років, 61,2 % — особи у віці 18—64 років, 11,9 % — особи у віці 65 років та старші. Медіана віку мешканця становила 39,6 року. На 100 осіб жіночої статі у переписній місцевості припадало 117,9 чоловіків;  на 100 жінок у віці від 18 років та старших — 108,1 чоловіків також старших 18 років.
Цивільне працевлаштоване населення становило 102 особи. Основні галузі зайнятості: освіта, охорона здоров'я та соціальна допомога — 65,7 %, виробництво — 18,6 %, мистецтво, розваги та відпочинок — 14,7 %.